# 김한국
김한국(金漢國, 1961년 2월 24일 ~)은 대한민국의 개그맨이자 방송인이다.

## 학력
- 염광중학교
- 영훈고등학교
- 국민대학교 공업디자인과

## 출연

### 영화
- 《흑설》 (1991) : 춘화 역.
- 《뺀질이 행국이와 곰팽이의 쫄병 시절》 (1990)

### 드라마
- 《나는 별 일 없이 산다》 (2010, MBC) - 공사장 역.

### 뮤지컬
- 《아리랑 판타지》 (2011년) - 노래강사 역.

### 예능
- 《TV는 사랑을 싣고》 (KBS2 ➡ KBS1)
- 《가족오락관》 (KBS2 → KBS1)
- 《가족의 품격 풀하우스》 (KBS2)
- 《생생정보통》 (KBS2)
- 《출발드림팀 시즌 2》(KBS2)
- 《대찬인생》 (TV조선)
- 《닥터의 승부》 (JTBC)
- 《1 대 100》 (KBS2)
- 《도전 1000곡》 (SBS)
- 《스타부부쇼 자기야》 (SBS)
- 《추억이 빛나는 밤에》 (MBC)
- 《기분좋은 날》 (MBC)
- 《1만리 바닷가 자전거 어촌여행》 (MBC)
- 《비타민》 (KBS2)
- 《세바퀴》 (MBC)
- 《무엇이든 물어보세요》 (KBS1)
- 《환상의 짝꿍》 (MBC)
- 《생방송 오늘 아침》 (MBC)
- 《생방송 화제집중》 (MBC)
- 《꽃다발》 (MBC)
- 《우리들의 일밤》 (MBC)* 《아줌마 수다 세상이 즐겁다》 (KBS2)
- 《쇼! 행운열차》 (KBS2)
- 《미소에서 폭소까지》 (KBS2)
- 《코미디 세상만사》 (KBS2)
- 《웃음은 행복을 싣고》 (KBS 위성)
- 《코미디 하이웨이》 (KBS2)
- 《쇼 비디오 자키》 (KBS2)
- 《즐거운 7시》 (KBS1)
- 《유머 1번지》 (KBS2)
- 《가요플러스》 (OBS W) - 진행
- 《TV쇼 진품명품》 - 쇼감정단, 1476회

### 라디오
- 《싱싱한 12시》 (KBS 제2라디오)

### 광고
- 삼성제약 에프킬라 (김미화와 함께 출연)
- 한성기업 왕오징어 (김미화와 함께 출연)
- 비락 비락 짜장 (김미화와 함께 출연)
- 기린 쌀로 양파 & 쌀로 새우 (김미화와 함께 출연)
- 대왕실업 산도깨비 (김미화와 함께 출연)
- 동화약품 위쿨 (김미화와 함께 출연)
- 체리부로 처갓집 양념통닭 (김미화와 함께 출연)
- LG전자 OK세탁기 (김미화와 함께 출연)
- 한일양행 한일 쌍금탕
- 삼성전자 바이오냉장고 칸칸 (김미화와 함께 출연)
- 팔도 왕뚜껑 (변희봉과 함께 출연)
- 신세계골프클럽 (이왕표와 함께 출연)

### 마당놀이
- 2004년 : 《MBC 마당놀이 제비가 기가막혀》

## 수상
- 1990년 백상예술대상 코미디언 연기상